# Coin S.p.A.
Die Coin S.p.A. ist eine italienische Kaufhauskette.

## Firmengeschichte
1926 wurde das erste Geschäft in Mirano eröffnet.
Coin entwickelte 1986 eine der ersten Kundenkarten namens Coincard.
Im Dezember 2009 gab Coin die Übernahme von UPIM bekannt. Die Coin-Gruppe stieg damit, eigenen Angaben zufolge, zum größten Bekleidungshändler in Italien auf.
Im April 2016 brachte die Gruppo Coin einen Teil ihrer Beteiligung an OVS an die Börse, sodass sich ihr Anteil von 52 auf 42 Prozent reduzierte.

## Coin in Deutschland
Seit September 2000 war Coin auch in Deutschland vertreten. Kaufhalle verkaufte das operative Geschäft der als KAUFHALLE, KAUFCENTER und M. multistore geführten Warenhäuser an Coins Tochterunternehmen Oviesse.
2004 zog sich Oviesse aus dem deutschen Markt zurück. Durch die Übernahme der Charles-Vögele-Gruppe steigt die Coin-Gruppe wieder in den deutschen Markt ein, wo sie 84 ehemalige Charles-Vögele-Filialen auf UPIM umflaggt.